# Асоціація футболу Сінгапуру
 Футбольна асоціація Сінгапуру (англ. Football Association of Singapore) — керівний орган сінгапурського футболу. ФАС створено в 1952 року, вона стала правонаступником Аматорської футбо́льної асоціа́ції Сінгапуру, заснованої ще в 1892 році (вважається найстаршою футбольною асоціацією Азії. 
У 1952 році асоціація вступила в ФІФА, а в 1954 році — в АФК. 
ФАС організовує діяльність і керує національними збірними з футболу (чоловічою, жіночою, молодіжними). Під проводом асоціації проводяться змагання чемпіонату країни в С.Лізі та інші турніри.